# Song of Life: A Collection
Song of Life: A Collection es un álbum recopilatorio del grupo coral infantil londinense Libera publicado en 2012, que incluye 16 temas anteriores más uno nuevo, "Song of Life", el cual había sido lanzado un año antes a través de un videoclip subido en el canal oficial del grupo en Youtube.

## Lista de canciones
| Main CD | |          |  |
| N.º     | Título | Duración |  |
| 1.      | «Salva Me» (Solista: Tom Cully)                                                                                  | 3:22     |  |
| 2.      | «Be Still My Soul»                                                                                               | 3:58     |  |
| 3.      | «Tallis' Canon (Glory to Thee)» (Solista: Edward Day)                                                            | 2:54     |  |
| 4.      | «Sanctus» (Solista: Edward Day)                                                                                  | 3:10     |  |
| 5.      | «Song of Life» (Solista: Ralph Skan)                                                                             | 3:27     |  |
| 6.      | «Ave Verum» (Letra basada en el cántico Ave verum corpus)                                                        | 4:22     |  |
| 7.      | «You Were There» (Solista: Tom Cully)                                                                            | 4:02     |  |
| 8.      | «Gaelic Blessing (Deep Peace)» (Solistas: Stefan Leadbeater & James Threadgill con Sammy Moriarty & Josh Madine) | 3:31     |  |
| 9.      | «Voca Me» (Solistas: Chris Robson, Joe Platt & Anthony Chadney)                                                  | 4:49     |  |
| 10.     | «Adoro Te» | 3:51     |  |
| 11.     | «Ave Virgo» (Solista: Tom Cully)                                                                                 | 3:52     |  |
| 12.     | «I Am the Day» (Solista: Ben Crawley)                                                                            | 4:45     |  |
| 13.     | «How Shall I Sing that Majesty» (Solista: Stefan Leadbeater)                                                     | 4:08     |  |
| 14.     | «Abide with Me» (Solista: James Vereycken)                                                                       | 3:28     |  |
| 15.     | «Gloria» | 3:26     |  |
| 16.     | «Panis Angelicus» (Solista: Daniel Fontannaz)                                                                    | 3:15     |  |
| 17.     | «I Vow to Thee, My Country» (Solista: Michael Horncastle con Edward Day & Josh Madine)                           | 3:19     |  |

## Créditos
- Interpretación: Libera
- Director del coro: Robert Prizeman
- Producción musical: Ian Tilley, Robert Prizeman, Sam Coates